# 아이니스
아이니스(iNiS)는 리듬 게임 류의 게임을 만드는 일본의 게임 제작 회사이다.

## 역사
아이니스는 1997년 2월 3일에 설립됐다.

### 게임
- 기타루 맨 (플레이스테이션 2)
- 오쓰! 싸워라! 응원단 (닌텐도 DS)
- 도와줘! 리듬 히어로 (닌텐도 DS)
- 불타올라라! 열혈 리듬혼 오쓰! 싸워라! 응원단 2 (닌텐도 DS)
- 기타루 맨 라이브즈! (플레이스테이션 포터블)
- 레인 원더 트립 (플레이스테이션 포터블)
- 건담 파일럿 아카데미 (아케이드)
- 당신도 DS로 클래식 들어보지 않겠습니까? (닌텐도 DS)

### 엔진
- nFactor2 (차세대 렌더링 엔진 - 닌텐도 위, 엑스박스 360, PC 전용)
- MixJuice (뮤직 엔진)

## 상
- IGN의 2006 베스트 닌텐도 DS 제작사 상